# Peter Fischer-Appelt

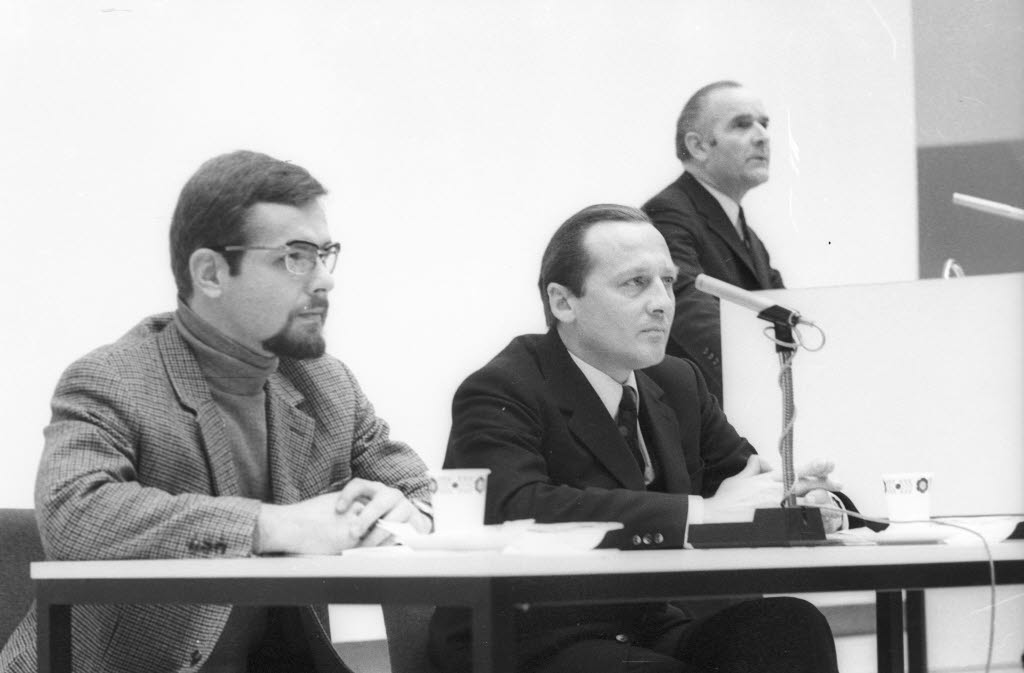
Peter Fischer-Appelt (Mitte) bei den Kieler Universitätstagen 1971

Peter Fischer-Appelt (* 28. Oktober 1932 in Berlin) ist ein deutscher evangelischer Theologe. Er war Mitbegründer und Gründungsvorsitzender der Bundesassistentenkonferenz (1968–1970) und langjähriger Präsident der Universität Hamburg (1970–1991).

## Leben
Der Sohn eines Kaufmanns wuchs in Berlin (bis 1944) und im württembergischen Aalen auf, wo er 1951 das Abitur ablegte. Anschließend absolvierte er eine kaufmännische Lehre und studierte von 1953 bis 1959 evangelische Theologie und Philosophie in Tübingen, Heidelberg und Bonn. Seit 1961 wissenschaftlicher Assistent in Bonn, engagierte sich Fischer-Appelt in der Hochschulselbstverwaltung und in verschiedenen Assistentenvertretungen. Bundesweite Bekanntheit erlangte er als Mitbegründer und erster Vorsitzender der Bundesassistentenkonferenz (BAK), die auf dem Höhepunkt der Studentenbewegung eigene Hochschulreformvorschläge vorlegte.
Aufsehen erregte Ende 1969 die Wahl Fischer-Appelts zum ersten Präsidenten der Universität Hamburg, als er sich im fünften Wahlgang mit den Stimmen der Assistenten und Studenten gegen Wilhelm Röhl und mehrere Professorenkandidaten durchsetzte. In der Folgezeit profilierte er sich jedoch erfolgreich als „Mann des Ausgleichs“ und wurde mehrfach im Amt bestätigt. 1990 lehnte er die Kandidatur für eine vierte Amtszeit ab; zu seinem Nachfolger wurde daraufhin sein früherer BAK-Mitstreiter Jürgen Lüthje (bis 2006) gewählt. Anlässlich Fischer-Appelts Ausscheiden als Präsident der Universität Hamburg wurde ihm im Juni 1991 die Goldene Medaille der Hochschule verliehen, des Weiteren wurde ein nach ihm benannter Wissenschaftspreis gestiftet.
Schon während seiner Amtszeit in Hamburg, während der er 240 Auslandsreisen durchführte, begründete Fischer-Appelt zahlreiche wissenschaftliche Kooperationen mit osteuropäischen Universitäten, darunter 1974 mit der Staatlichen Universität Sankt Petersburg und 1980 mit der Karls-Universität Prag. Nach seinem Ausscheiden unterstützte er im Auftrag des Europarates die demokratische Hochschulreform in Osteuropa. Für sein Wirken wurde er mehrfach ausgezeichnet, unter anderem von Bulgarien, Kroatien, Polen und Ungarn sowie vom Europarat.
Seit 1953 ist er Mitglied der Studentenverbindung Akademische Gesellschaft Stuttgardia Tübingen. Fischer-Appelt ist Träger des Bundesverdienstkreuzes am Bande.